# Liste der Members des Order of Canada/W
Diese Liste gibt einen Überblick aller Personen, denen die Auszeichnung Member of the Order of Canada verliehen wurde.

## W
1. Eleanor Wachtel
2. George Wainborn
3. Arthur Tsuneo Wakabayashi
4. Henry H. Wakabayashi
5. Paul G. Walfish
6. David Harry Walker
7. Ernest G. Walker
8. George F. Walker
9. William J. Wall
10. Doreen Wallace
11. Robert Thomas Wallace
12. Ron Wallace
13. Annette Walls
14. Bryan E. Walls
15. Peggy Ann Walpole
16. Anthony Walsh
17. Frederick A. (Fred) Walsh
18. Mary Walsh
19. Thomas Joseph Walsh
20. Alexander Walton
21. Dorothy Walton
22. Jagannath Wani
23. Harry Ward
24. John Albert Ward
25. Laure Waridel (2012)
26. Garrett (Gary) A. Warner
27. Gordon H. Warren
28. Vi Milstead Warren
29. Vincent Warren
30. William J. Warren
31. O. Harold Warwick
32. Ida Carlotta Wasacase
33. Jon Washburn
34. Gus Waskewitch
35. Dora Wasserman
36. William Robert Waters (2013)
37. Lise Watier
38. J. Fenwick (Fen) Watkin
39. V. Prem Watsa (2015)
40. Alexander Gardner Watson
41. J. Kenneth Watson
42. William Watson
43. Gladys C. Watt
44. Virginia J. Watt
45. Murray Edmund Watts
46. Albert Samuel Waxman
47. Ronald L. Way
48. Sheila Weatherill
49. John G. Webb
50. Harvey Lewis Webber
51. Elizabeth Jean Webster
52. J. Harold Webster
53. Jack Webster
54. Lorne C. Webster
55. Norman E. Webster
56. P. David Webster
57. James Balfour Wedge
58. Wilhelm F. Weiler
59. Michael R. Weir
60. David Black Weldon
61. Kenneth Welsh
62. William P. Wen
63. M. Constance Wenaus
64. Jonathan Wener
65. Val Werier
66. Robert C. P. Westbury
67. Clemens Alfred Westcott
68. Shirley Westeinde
69. Hilary M. Weston
70. Donald Wetmore
71. Boyd N. D. Wettlaufer
72. Edwina John Wetzel
73. Lucile Wheeler-Vaughan
74. James A. Whelihan
75. W. Denis Whitaker
76. Bob White
77. Fawn Wilson White (2014)
78. Howard White
79. Jodi White (2013)
80. Mary A. (Minnie) White
81. Richard P. White
82. Lewis D. Whitehead
83. Pearl B. Whitehead
84. John C. Whitelaw
85. George Andrew Whitman
86. Norman J. Whitney
87. Florence E. Whyard
88. Catharine Robb Whyte
89. Beatrice E. Wickett-Nesbitt
90. Percy D. Wickman
91. Ben Wicks
92. Doreen Mary Wicks
93. Cornelius W. Wiebe
94. Frederick M. Wiegand
95. Anne H. Wieler
96. Blossom T. Wigdor
97. Armand Frederick Wigglesworth
98. Lisa de Wilde (2015)
99. Théodore Wildi
100. Rick Wilkins
101. Mervyn Wilkinson
102. Wilfrid Wilkinson
103. Clara Will
104. M. Elizabeth Willcock
105. Amy F. Williams
106. Charles Melville Williams
107. D. Ethel Williams
108. Edward Jeffery Williams
109. Frederick Sidney Williams
110. Leonard E. Williams
111. Milton Donovan Williams
112. Robert S. C. Williams
113. Robin Williams (2013)
114. Moncreiff Williamson
115. Robert G. Williamson
116. Austin Willis
117. Norman Willis (2014)
118. Charles Morley Willoughby
119. Dorothy Abike Wills
120. Lars Willumsen
121. Budge Wilson
122. Cairine R. M. Wilson
123. Carolyn Ruth Wilson (2015)
124. David C. Wilson
125. Ian E. Wilson
126. Richard B. Wilson
127. Sandra McDougall Wilson
128. Tracy Wilson
129. W. Brett Wilson
130. Jean B. Wilton
131. Mona Winberg
132. Gordon Ward Winch
133. Peter Wing
134. Peter S. Winkworth
135. Hugh Winsor
136. Harriet Winspear
137. Miriam Winston
138. Kirk A. W. Wipper
139. Christopher Wiseman
140. Arthur Wishart
141. Vincent George Withers
142. William J. Withrow
143. Milton Wittick
144. Henry M. Wojcicki
145. Anne Marchant Wolf
146. Bernard Rodolphe Wolfe
147. Jeanne Mary Wolfe
148. J. Joel Wolfe
149. Ray D. Wolfe
150. Rose Wolfe
151. William Clare Wonders
152. Joseph Y. K. Wong
153. Milton K. Wong
154. Paul Wong
155. Peter Bowah Wong
156. Henry Woo
157. Arthur W. S. Wood
158. Dennis Wood
159. Edgar Allardyce Wood
160. Marjorie M. Wood
161. Walter R. Wood
162. Frederick J. L. Woodcock
163. William C. Woods
164. Donald Garth Woodside
165. Jean Ross Woodsworth
166. John N. Woodworth
167. Marie Jeannette Woolridge
168. Ronald G. Worton
169. Ben Wosk
170. Morris J. Wosk
171. Donald J. A. Wright
172. Esther Clark Wright
173. Jeffrey Lawson Cameron Wright
174. Richard B. Wright
175. Robert James Wright
176. Harold Edmund Wyatt
177. Rachel Wyatt
178. Beverley Wybrow
179. Betty Jane Wylie
180. W. Robert Wyman